# Ка-126
Ка-126 (по кодификации НАТО: Hoodlum — «Хулиган») — советский многоцелевой вертолёт с газотурбинным двигателем.

## История
Учитывая большой спрос отечественных и зарубежных заказчиков, ОКБ Камова разработало на базе Ка-26 новую модификацию вертолета — Ка-126 с газотурбинным двигателем ТВ-O-100 мощностью 720 л. с.
Первый полет на опытном образце был выполнен в октябре 1987-го летчиком-испытателем ОКБ Г. Исаевым. Первый полёт серийного вертолёта Ка-126 состоялся 19 октября 1988 года.
Разработка многоцелевого вертолёта Ка-126 началась в ОКБ имени Н. К. Камова в 1984 году. ОКБ Камова построило три опытных Ка-126 для заводских и сертификационных испытаний. В Румынии собрали 12 серийных машин. Первые 10 серийных вертолётов, получивших обозначение IAR Ка-126, были построены в 1991 году на заводе фирмы «IAR» в г. Брашов.
На базе Ка-126 разработали экспортную модификацию Ка-128 под французский газотурбинный двигатель «Ариэль ID1» мощностью 730 л. с. Данная модификация, по сравнению с Ка-126, имела большие на 10 км/ч скорость, статический потолок — на 600 м и дальность на 50 км. Достигнуть этого планировалось за счет лучших удельных параметров двигателя.
Дальнейшим развитием стал двухдвигательный газотурбинный вертолёт Ка-226.

## Конструкция
По своей конструкции вертолёт является дальнейшим развитием вертолёта Ка-26 с одним ГТД вместо двух ПД. В новой модификации сохранилось все лучшее, что было у базового вертолета Ка-26. Принципиальное отличие в конструкции Ка-126 от предшественника заключается в несущей системе и силовой установке. Также были произведены изменения в компоновке кабины пилота, в бортовом оборудовании, в повышении маневренности машины и в упрощении её эксплуатации. Отсутствие на Ка-126 мотогондол на концах пилонов и размещение двигателя вблизи центра масс аппарата позволили значительно уменьшить его момент инерции относительно вертикальной оси. Это обеспечило улучшенную маневренность машины, особенно вблизи земли и при выполнении разворотов в ограниченном пространстве.
Была произведена замена поршневых двигателей на газотурбинный, что существенным образом упростило техническую эксплуатацию вертолета и уменьшило себестоимость выполняемых им работ за счет повышения топливной эффективности силовой установки с одним двигателем, поэтому максимальная скорость вертолета возросла со 170 до 190 км/ч.
Высокая в сравнении с поршневыми двигателями мощность турбовального двигателя позволила увеличить загрузку химикатов при использовании машины в сельскохозяйственных нуждах. Установленное на Ка-126 сельхозоборудование было модернизировано с учётом опыта эксплуатации Ка-26, что упростило его обслуживание, повысило надежность и улучшило качество авиационно-химических работ.
При конструировании машины широко использовались композиционные материалы, как и на Ка-26. За счет ликвидации гондол двигателей были улучшены аэродинамические формы, съемная транспортная кабина вертолета, в отличие от Ка-26, имела на боковых стенках аварийные люки, газотурбинный двигатель располагается сверху фюзеляжа, сопло отогнуто вверх. В трансмиссионную систему был включен инерционный накопитель энергии с двумя противоположно вращающимися маховиками со скоростью 24800 об/мин, что позволяет обеспечивать продолжения полета в течение 40 секунд при аварии двигателя. В передней части кабины установлен воздушный фильтр. Также применяется электротермическая противообледенительная система лопасти несущих винтов.
Силовая установка вертолета представляет собой турбовальный двигатель ТВ-O-100 со свободной турбиной. Взлетная мощностью двигателя составляет 530 кВт, а крейсерская мощность 343 кВт. ТВД был создан в Омском моторостроительном конструкторском бюро. Двигатель имеет модульную конструкцию, один центробежный и два осевых компрессора, двухступенчатую турбину и кольцевую камеру сгорания. Длина двигателя составляет 1,275 м, ширина 0,78 м, высота 0,735 м, масса сухого двигателя 160 кг. Скорость вращения выходного вала составляет 6000 об/мин, степень повышения давления 9,2.
Для Ка-126 был создан усовершенствованный главный редуктор ВР-126М, планетарный, двухступенчатый, с зубчатыми передачами с зацеплением Новикова. Такой редуктор обеспечивает привод соосных несущих винтов и агрегатов, используется в том числе для однодвигательного Ка-128 и двухдвигательного Ка-226.

## Летно-технические характеристики
Характеристики семейства вертолётов от Ка-26 до Ка-226
| Модификация | Ка-26                                  | Ка-126                                       | Ка-226                                                 | Ка-226Т                                        |
| Экипаж, чел | 1-2                                    | 1-2                                          | 1-2                                                    | 1-2                                            |
| Диаметр несущего винта, м | 13                                     | 13                                           | 13                                                     | 13                                             |
| Габариты, м: . . . . . . . . длина . . . . . . . . высота . . . . . . . . ширина                                                                | 7.75 4.05 3.22                         | 7.75 4.15 3.22                               | 8.2 4.19 3.2                                           | 8.61 4.19 3.23                                 |
| Максимальная взлетная масса, кг | 3250                                   | 3250                                         | 3400                                                   | 3600                                           |
| Максимальная полезная нагрузка: . . . . . . . . пассажиров, чел. . . . . . . . . груз в кабине, кг . . . . . . . . груз на внешней подвеске, кг | 6 700 1000                             | 7 1000                                       | 9 1450 1500                                            | 7 785 —                                        |
| Двигатель: . . . . . . . . тип . . . . . . . . марка . . . . . . . . количество . . . . . . . . мощность                                        | ПД М-14В-26 2 2 х 239 кВт (325 л. с.)  | ГТД, ТВаД ТВ-O-100 1 1 х 530 кВт (720 л. с.) | ГТД, ТВаД Allison 250-C20R/2 2 2 х 338 кВт (460 л. с.) | ГТД, ТВаД Arrius 2G1 2 2 х 430 кВт (580 л. с.) |
| Максимальная скорость, км/ч | 170                                    | 190                                          | 220                                                    | 220                                            |
| Крейсерская скорость, км/ч | 135                                    | 170                                          | 195                                                    | 190                                            |
| Практическая дальность, км | 520                                    | 660                                          | 600                                                    | 475                                            |
| Продолжительность полета, ч | 3.7                                    | 5.5                                          | 4.6                                                    | 3.5                                            |
| Скороподъемность, м/с |                                        | 8,0                                          | 10.6                                                   | 12.5                                           |
| Статический потолок, м | 640                                    | 1000                                         | 2000                                                   | 4100                                           |
| Динамический потолок, м | 2700                                   | 4650                                         | 5000                                                   | 6100                                           |
| Источник | "Взлет по вертикали", Вертолёты России | "Взлет по вертикали", Вертолёты России       | "Взлет по вертикали", Вертолёты России                 | "Взлет по вертикали", Вертолёты России         |